# الميدالية الذهبية الكبرى للاستكشافات
الميدالية الذهبية الكبرى للاستكشافات أو الميدالية الكبرى للاستكشافات والرحلات في ديكوفيرت هي جائزة في علم الجغرافيا تأسست عام 1829 وتمنحها الجمعية الجغرافية الفرنسية للرحلات الاستكشافية التي أضافت نتائجها إلى المعرفة الجغرافية.

## الحاصلون على الجائزة
| Year | الفائز بالجائزة                                                    | سبب الفوز بالجائزة                                                                                    |
| ---- | ------------------------------------------------------------------ | --- |
| 1829 | Ca الكابتن جون فرانكلين                                            | رحلته إلى المنطقة القطبية الشمالية                                                                    |
| 1830 | رينيه كايلي، والرائد ألكسندر جوردون لينغ                           | رحلتهم إلى تمبكتو                                                                                     |
| 1832 | جان بابتيست دوفيل                                                  | رحلته إلى الكونغو وإفريقيا الاستوائية                                                                 |
| 1834 | الكابتن جون روس                                                    | رحلاته في البحار القطبية                                                                              |
| 1835 | السيد دوربيني                                                      | رحلاته في أمريكا الجنوبية                                                                             |
| 1836 | الكابتن كميل كالييه                                                | رحلاته في الشرق (الشرق الأوسط)                                                                        |
| 1837 | الكابتن جورج باك                                                   | رحلاته في منطقة القطب الشمالي                                                                         |
| 1838 | فريدريك دوبوي دي مونتبيريه                                         | رحلته في منطقة القوقاز                                                                                |
| 1841 | الأدميرال دومون دورفيل                                             | رحلته إلى القطب الجنوبي وأوقيانوسيا                                                                   |
| 1843 | جيمس كلارك روس                                                     | لاكتشافاته في بحار أنتاركتيكا                                                                         |
| 1844 | خافيير هومير دي هيل                                                | رحلته في بحر قزوين                                                                                    |
| 1844 | جوزيف بونس دارنو                                                   | رحلته نحو منبع النيل الأبيض                                                                           |
| 1845 | كلود جاي                                                           | رحلته إلى تشيلي                                                                                       |
| 1845 | بيير فيكتور فيريت، وجوزيف جالينييه                                 | عن رحلتهما في الحبشة                                                                                  |
| 1846 | تشارلز تيلستون بيك، وتيوفيل لوفيفر                                 | رحلتهم في الحبشة، إلا أن بيك أعاد الميدالية.                                                          |
| 1847 | لودفيج ليشاردت                                                     | رحلته في أستراليا                                                                                     |
| 1847 | روشيه ديريكورت                                                     | رحلته في تشوا                                                                                         |
| 1850 | أنطوان وأرنود ميشيل دابادي                                         | رحلتهما في الحبشة                                                                                     |
| 1855 | الكابتن روبرت مكلور                                                | لاكتشافه الممر الشمالي الغربي                                                                         |
| 1856 | هنري بارث                                                          | رحلته إلى تمبكتو                                                                                      |
| 1857 | دافيد ليفنجستون                                                    | رحلاته عبر جنوب إفريقيا                                                                               |
| 1858 | إليشا كينت كين                                                     | رحلته إلى مناطق القطب الشمالي                                                                         |
| 1859 | هيرمان وروبرت وأدولف فون شلاجينتويت                                | لاستكشافاتهم في التبت وتركستان                                                                        |
| 1860 | ريتشارد فرانسيس بيرتون، وجون هانينج سبيك                           | لاستكشافهما البحيرات الكبرى في شرق إفريقيا                                                            |
| 1861 | نيكولاس دي خانيكوف                                                 | لاستكشافه لخراسان                                                                                     |
| 1864 | هنري دوفييه                                                        | لاستكشافه للصحراء الجزائرية وبلد الطوارق                                                              |
| 1867 | السير صموئيل وايت بيكر                                             | رحلته في إفريقيا الاستوائية                                                                           |
| 1869 | إرنست دودارت دي لاغري، وفرانسيس غارنييه                            | لاستكشافهما الهند الصينية                                                                             |
| 1872 | ألفريد غرانديدير                                                   | استكشافه لمدغشقر                                                                                      |
| 1876 | غوستاف ناشتيغال                                                    | رحلته عبر وسط إفريقيا                                                                                 |
| 1877 | فيرني لوفيت كاميرون                                                | رحلته عبر إفريقيا الاستوائية                                                                          |
| 1878 | هنري مورتون ستانلي                                                 | رحلته عبر إفريقيا الاستوائية                                                                          |
| 1879 | يير سافورجنان دي برازا                                             | لاستكشافه لمنطقة أوجوي العليا                                                                         |
| 1880 | أدولف نوردنسكولد                                                   | لاستكشافه الممر الشمالي الغربي                                                                        |
| 1881 | ألكسندر دي سيربا بينتو                                             | رحلته عبر إفريقيا                                                                                     |
| 1884 | ألفونس ميلن إدواردز                                                | لإجرائه المسح والجرف تحت الماء للسفن ترافيلور وتاليسمان                                               |
| 1886 | خيرمينيغيلدو دي باريتو كابيلو                                      | رحلته في جنوب إفريقيا                                                                                 |
| 1890 | غابرييل بونفالوت                                                   | رحلته من سيبيريا إلى تونكين عبر هضبة التبت                                                            |
| 1891 | بارفيه لويس مونتيل                                                 | رحلته من السنغال إلى طرابلس عبر تشاد                                                                  |
| 1893 | الأمير هنري من أورليان                                             | رحلته من خليج تونكين إلى خليج بومباي                                                                  |
| 1897 | فريدجوف نانسن                                                      | لعبوره البحر المتجمد الشمالي                                                                          |
| 1898 | إدوارد فوا                                                         | لعبوره لإفريقيا الاستوائية                                                                            |
| 1899 | إميل جنتيل                                                         | لاستكشافاته في إفريقيا من الكونغو إلى تشاد في الرحلة لتي استمرت ما بين عامي 1895-1898                 |
| 1900 | جان باتيست مارشان                                                  | لاستكشافاته في رحلة الكونغو والنيل التي استمرت ما بين عامي 1896-1899                                  |
| 1901 | فرناند فورييه                                                      | لرحلته عبر الصحراء فورييه لامي والتي استمرت من عام 1898 وحتى عام 1900                                 |
| 1902 | الكابتن بول جوالاند                                                | لرحلته إلى وسط إفريقيا                                                                                |
| 1903 | أوغست بافي                                                         | لاستكشافه الهند الصينية ، 1879-1895                                                                   |
| 1904 | سفين هيدين                                                         | استكشافاته في آسيا الوسطى في الفترة ما بين عامي 1894-1902                                             |
| 1907 | الكولونيل روبرت إميل بورجوا                                        | حملته الجيوديسية في خط الاستواء                                                                       |
| 1910 | السير إرنست شاكلتون                                                | لاستكشاف القارة القطبية الجنوبية                                                                      |
| 1912 | جان باتيست شاركو                                                   | لبعثاته في القطب الجنوبي                                                                              |
| 1913 | راؤول أموندسن                                                      | لاكتشاف القطب الجنوبي                                                                                 |
| 1914 | الأدميرال روبرت إ. بيري                                            | لاكتشافه القطب الشمالي                                                                                |
| 1918 | جان تيلو                                                           | لرحلة استكشافية إلى وسط إفريقيا                                                                       |
| 1922 | تشارلز هوارد بوري،                                                 | رحلة إيفرست عام 1921                                                                                  |
| 1922 | وتشارلز جرانفيل بروس                                               | بعثة إيفرست عام 1922                                                                                  |
| 1923 | السير أوريل شتاين                                                  | لاستكشافاته في آسيا الوسطى                                                                            |
| 1923 | وروزيتا فوربس                                                      | استكشافها لواحة الكفرة                                                                                |
| 1924 | أولي أولوفسن                                                       | رحلته إلى الصحراء الفرنسية                                                                            |
| 1924 | برونييه دي لابوري                                                  | رحلته من الكاميرون إلى القاهرة عبر بحيرة تشاد والصحراء الليبية                                        |
| 1925 | بارون أدريان دي غيرلاتش دي جومري                                   | للبعثة البلجيكية في القطب الجنوبي والتي استمرت ما بين عامي 1897-1899                                  |
| 1927 | تشارلز ليندبيرغ                                                    | أول عبور للمحيط الأطلسي بالطائرة                                                                      |
| 1928 | جاك دي روهان شابوت                                                 | لاستكشافاته في أنغولا                                                                                 |
| 1929 | المهندس أحمد حسنين، والأمير كمال الدين حسين                        | لاستكشاف الصحراء الشرقية                                                                              |
| 1932 | ويكليف بريستون درابر                                               | رحلة أوجييراس دريبر في الصحراء الجنوبية والتي استمرت ما بين عامي 1927-1928                            |
| 1933 | جورج ماري هاردت، ولويس أودوين دوبرويل                              | بعثة سيتروين إلى آسيا الوسطى، والتي استمرت ما بين عامي 1931-1932                                      |
| 1939 | ألكسندر هاملتون رايس                                               | لاستكشافه لحوض الأمازون                                                                               |
| 1950 | البعثة الفرنسية إلى جبال الهيمالأيا، وموريس هرتسوغ                 | أول صعود لقمية أنابورنا                                                                               |
| 1952 | تيودور مونود                                                       | للبعثات والدراسات في إفريقيا                                                                          |
| 1953 | أوغستين لومبارد                                                    | رحلته الدراسية فوق جبل إيفرست                                                                         |
| 1954 | جورج هووت وبيير ويلم                                               | لأول غوص في أعماق المحيط في غواصة أعماق                                                               |
| 1955 | جون هانت، وبارون هانت، والسير إدموند هيلاري، وشيربا تينزينج نورجاي | أول صعود لجبل إيفرست                                                                                  |
| 1957 | هنري لوت                                                           | عن أسفاره وأعماله الأثرية في الصحراء                                                                  |
| 1958 | فيفيان فوكس                                                        | لأول رحلة استكشافية عبر القارة القطبية الجنوبية، وأول عبور كامل للقارة                                |
| 1970 | نيل أرمسترونج وإدوين ألدرين ومايكل كولينز                          | لأول هبوط على سطح القمر                                                                               |
| 1977 | جيرمين ديترلين                                                     | لدراساتها في علم الأعراق البشرية، ولا سيما الحضارات السوداء مثل شعب دوجون، وشعب مولينكي، وشعب بامبارا |
| 1979 | نوربرت كاستريت                                                     | لإسهاماته في علم الكهوف                                                                               |
| 1991 | جان لويس إتيان                                                     | لرحلته عبر القطب الجنوبي                                                                              |
| 1998 | باتريس فرانشيسكي                                                   | عن رحلته الاستكشافية إلى غينيا الجديدة                                                                |
| 1999 | جورج بيرنو                                                         | عن مسلسله التلفزيوني ثالاسا                                                                           |
| 2001 | يان آرثوس برتراند                                                  | عن مجموع أعماله الفوتوغرافية                                                                          |
| 2002 | جان إيف إمبيرور                                                    | لاكتشافاته الأثرية في مصر، ولا سيما في ميناء الإسكندرية، وإسهاماته في علم الآثار المغمورة بالمياه     |
| 2003 | نيكولا هولوت                                                       | رحلاته الاستكشافية وبرامجه التلفزيونية وأعماله                                                        |
| 2004 | جيل الكايم                                                         | بعثته إلى القطب الشمالي، والتي استمرت ما بين عامي 2000-2004                                           |
| 2005 | جان مارك بينو                                                      | لاستعادته سيرًا على الأقدام رحلة رينيه كايلي وروايته لرحلة رينيه كايلي سيرا على الأقدام                |
| 2006 | إيريك أورسينا                                                      | عن مجمل أعماله الاستكشافية                                                                            |
| 2007 | جان راسبيل                                                         | عن مجمل أعماله الاستكشافية                                                                            |